# Jean Tabary

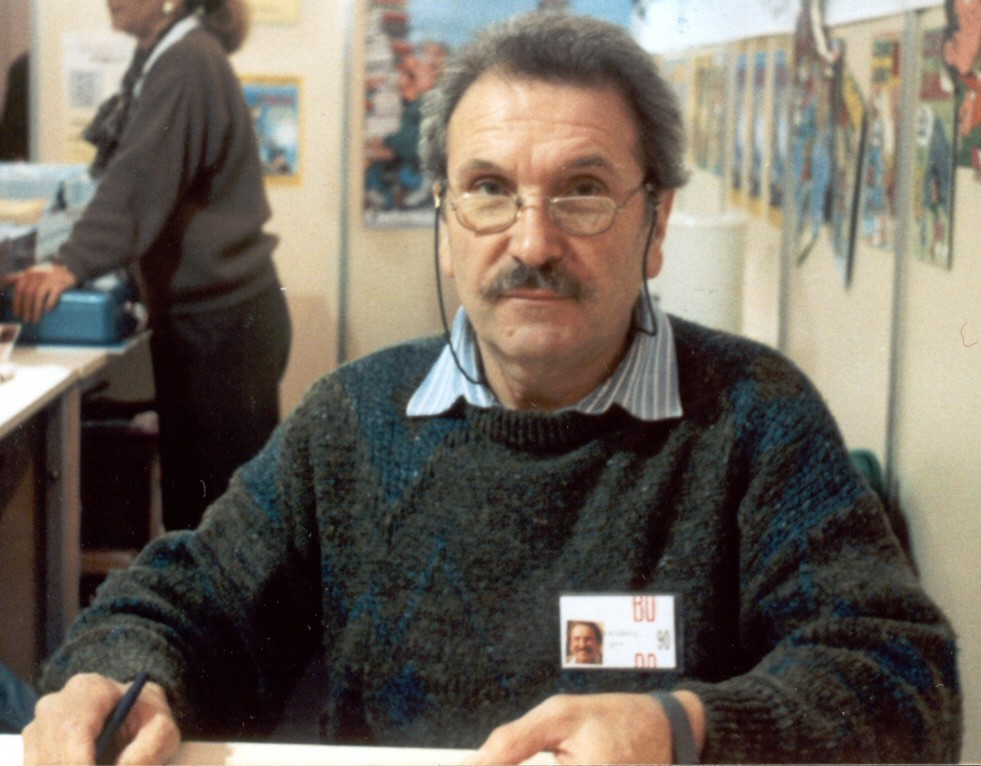
Jean Tabary (1990)

Jean Tabary (* 5. März 1930 in Stockholm; † 18. August 2011 in Pont-l’Abbé-d’Arnoult, Frankreich) war ein französischer Comiczeichner und -autor.

## Karriere
Tabarys bekanntestes Werk ist die ab 1962 veröffentlichte Serie um den Großwesir Isnogud, die er zusammen mit dem textenden René Goscinny konzipierte. Es entstanden insgesamt 27 Alben, die ersten 13 mit Texten von Goscinny. Der aus dem Comic stammende Ausspruch „Ich möchte Kalif werden anstelle des Kalifen“ (« Je veux être calife à la place du calife ») ist in Frankreich zu einem gängigen Sprichwort geworden. Tabary zeichnete sich häufig selbst als Zeichner in seine Geschichten.
Ebenfalls in Zusammenarbeit mit Goscinny entstand die Serie um den Vagabunden Valentin, die Tabary später alleine fortführte.
Ab Ende der 1970er Jahre war Tabary mit einem jungen Journalisten (Europe 1, Antenne 2) Francis Slomka befreundet. Damals gründeten sie die Verlage Éditions BD’Star und Éditions de la Séguinière. Herausgegeben wurden u. a. Les vacheries de Corinne à Jeannot (1979) und Les récrés de Totoche (1981).
2004 erlitt Tabary einen schweren Schlaganfall, der ihn zwang, mit dem Zeichnen aufzuhören.
Seine drei Kinder veröffentlichten 2008 den 28. Band der Serie um Isnogud, den allerdings Tabarys Sohn Nicolas zeichnete.
Tabary starb im August 2011 in Pont-l’Abbé-d’Arnoult im Département Charente-Maritime, wo er etwa 30 Jahre gelebt hatte.